# Keiko Chiba

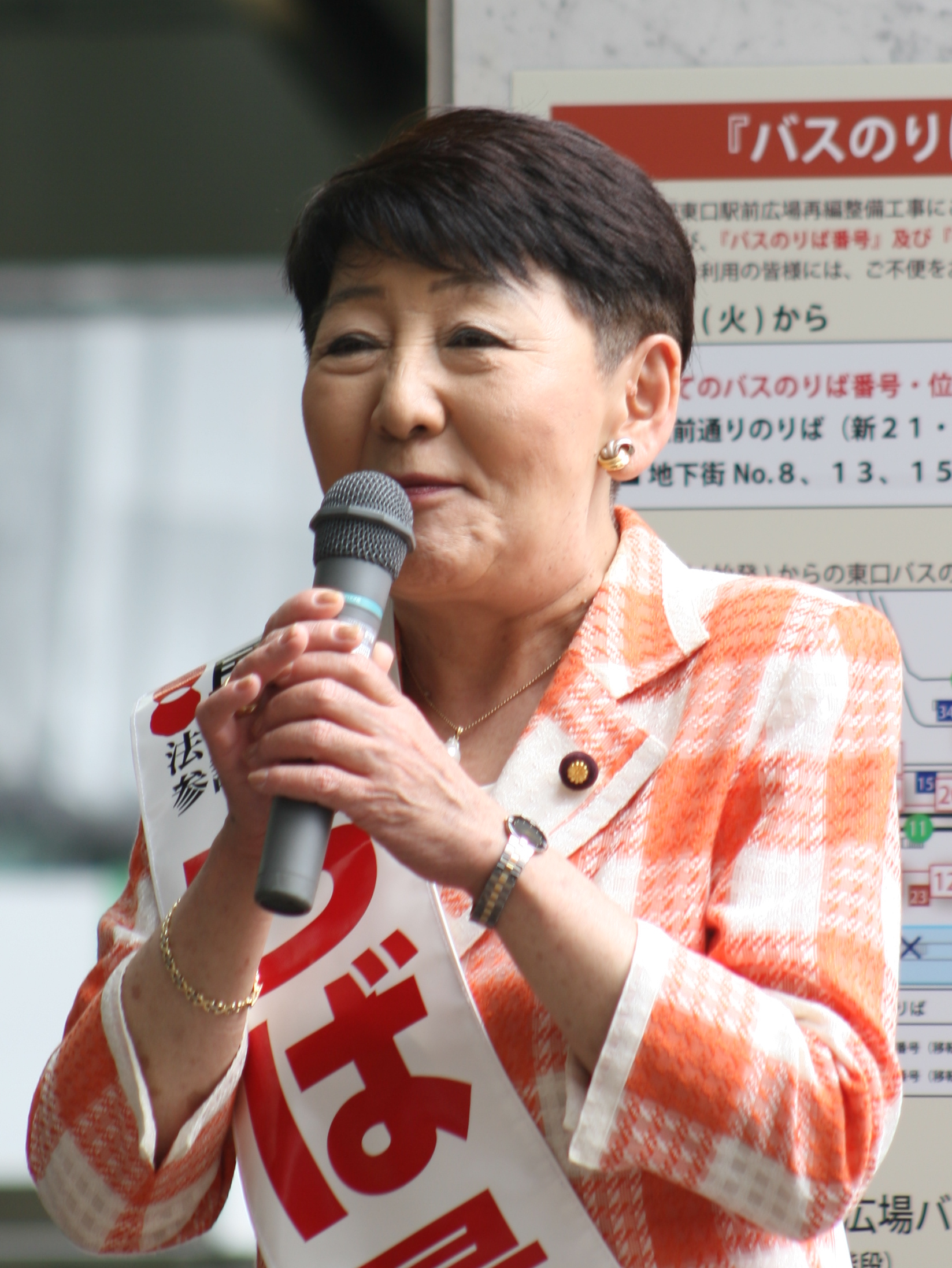
Keiko Chiba, 2010

Keiko Chiba (jap. 千葉 景子, Chiba Keiko; * 11. Mai 1948 in Yokohama, Präfektur Kanagawa) ist eine japanische Politikerin (Sozialistische Partei Japans→Sozialdemokratische Partei→Demokratische Partei). Für vier Amtszeiten von 1986 bis 2010 repräsentierte sie Kanagawa im Sangiin, dem Oberhaus des Nationalparlaments, von 2009 bis 2010 war sie Justizministerin in den Kabinetten Hatoyama und Kan. In der Demokratischen Partei gehörte sie zur Yokomichi-Gruppe aus ehemaligen Sozialisten.
Chiba schloss 1971 ihr Studium an der Chūō-Universität ab, ab 1982 war sie in Yokohama als Anwältin registriert. Bei der Sangiin-Wahl 1986 wurde sie als Kandidatin der Sozialistischen Partei Japans für Kanagawa mit dem zweithöchsten Stimmenanteil erstmals ins Parlament gewählt. Dort wurde sie danach dreimal wiedergewählt, zuletzt 2004.
Seit 1997 gehört sie der Demokratischen Partei an. Dort war sie unter anderem Vorsitzende des Exekutivrats unter Ichirō Ozawa, stellvertretende Parteivorsitzende (fuku-daihyō) unter Yukio Hatoyama und gehörte mehreren Schattenkabinetten an.
2009 berief Premierminister Yukio Hatoyama Chiba als Justizministerin in sein Kabinett, Hatoyamas Nachfolger Naoto Kan beließ sie in dieser Funktion. Bei der Sangiin-Wahl 2010 erhielt Chiba in Kanagawa nur den vierthöchsten Stimmenanteil und verlor ihr Abgeordnetenmandat, behielt aber ihr Ministeramt bis zur Kabinettsumbildung nach der Neuwahl des Parteivorsitzenden im September 2010.
Sie ist eine Gegnerin der Todesstrafe, deren Vollstreckung durch Hängen in Japan jeweils durch den Justizminister genehmigt werden muss, und forderte bei Amtsantritt eine neue Debatte über ihre Abschaffung. Ihre Vorgänger als Minister hatten in den vergangenen Jahren eine Rekordzahl von Exekutionen angeordnet.
Trotzdem ordnete sie die Hinrichtungen der beiden verurteilten Mörder Hidenori Ogata, 33, und Kazuo Shinozawa, 59, an und nahm als erster japanischer Justizminister auch an deren Vollstreckung am 28. Juli 2010 teil, da sie es als Verantwortliche für ihre Pflicht ansah. Zusätzlich kündigte sie an, die bislang geheim gehaltenen Hinrichtungsstätten für die Medien zu öffnen, um so eine öffentliche Diskussion über die Todesstrafe zu ermöglichen.